# Могилевский, Александр Яковлевич
Александр Яковлевич Могилевский (15 (27) января 1885, Одесса (по другим данным 8 (20) января 1885 в Умани), Херсонская губерния, Российская империя — 7 марта 1955, Токио, Япония) — российский скрипач и педагог.  Брат Леонида и Давида Могилевских.

## Биография
Начальное музыкальное образование получал в Одессе у Г. Фримана, затем в Ростове-на-Дону у В. З. Салина.
В 1898 году поступил в Московскую консерваторию, где учился под руководством Н. Н. Соколовского и И. В. Гржимали и окончил обучение по классу скрипки в 1909 году. Кроме того, с 1905 по 1906 год учился в Петербургской консерватории у Л. С. Ауэра.
В Москве основал популярный струнный квартет и завоевал славу виртуоза и ансамблиста. Был дружен с Александром Скрябиным, работал с Сергеем Кусевицким. В дневниковых записях Льва Толстого за 1 мая 1909 года упоминается:
Приехал Пастернак с женой (Роза Исидоровна Пастернак, пианистка) и Могилевский. А.Я. Могилевским и Р.И. Пастернак были исполнены: 8-я соната со скрипкой Бетховена, две части сонат Моцарта, менуэт Моцарта и ария Баха
В 1910 году стал профессором Музыкально-драматического училища Московского филармонического общества.
С 1920 по 1921 год преподавал в Московской консерватории (среди его учеников — Д. М. Цыганов). В те же годы руководил Государственным квартетом имени Страдивари.
С 1922 года начал активную гастрольную деятельность за границей, преподавал в Русской консерватории в Париже.
В начале 1930-х годов эмигрировал в Японию. Был профессором музыкальных институтов Кунитати и Тэйкоку, преподавал в Токийской консерватории. Дружил с Шаляпиным. Считается, что Могилевский сыграл немалую роль в формировании японской скрипичной школы.
В 1966 году в Токио вышла монография японского скрипача, ученика Могилевского, Киёси Като о нем «Душа музыки».

## Семья
- Супруга — пианистка Надежда Николаевна Лейхтенберг.
- Брат — Леонид Яковлевич Могилевский (1886—1950), один из основателей Одесской консерватории, профессор по классу трубы. Его внук — пианист Евгений Могилевский[3].